# Кобиляк
Коби́ляк (болг. Кобиляк) — село в Монтанській області Болгарії. Входить до складу общини Бойчиновці.

## Населення
За даними перепису населення 2011 року у селі проживали 319 осіб.
Національний склад населення села:
| Національність   | Кількість осіб | Відсоток |
| ---------------- | -------------- | -------- |
| болгари          | 300            | 94,3%    |
| цигани           | 6              | 1,9%     |
| не визначились   | 11             | 3,5%     |
| Всього відповіли | 318            |          |

Розподіл населення за віком у 2011 році:
Динаміка населення: